# عبدالوهاب نورانی وصال
عبدالوهاب نورانی وصال (۱۳۰۲–۱۳۷۳) نویسندهٔ ایرانی و استاد ادبیات فارسی دانشگاه شیراز بود. او برای تصحیح کتاب فرائدالسلوک برگزیدهٔ هشتمین دورهٔ کتاب سال ایران شد.